# Alessandro Pieroni
Pour les articles homonymes, voir Pieroni.
 (septembre 2023).
Le contenu est difficilement compréhensible vu les erreurs de traduction, qui sont peut-être dues à l'utilisation d'un logiciel de traduction automatique.
Alessandro Pieroni (Impruneta, 18 avril 1550 - Livourne, 24 juillet 1607) est un architecte, décorateur et peintre italien maniériste. Il a travaillé pour les Médicis Cosme Ier, François Ier (de Médicis) et Ferdinand Ier. En tant qu'architecte, il a été responsable d'importants chantiers en Toscane, à la demande du grand-duc Ferdinand Ier de M. Il a collaboré avec des artistes célèbres, tels que Bernardo Buontalenti,  Alessandro Allori et don Giovanni de Médicis, fils illégitime de Cosimo Ier, homme doté de compétences militaires et « intendant d'architecture », pour les projets architecturaux promus par le grand-duc Ferdinand Ier.

## Biographie
Fils aîné de Gostanza (morte à Florence en 1588) et du menuisier Benedetto di Girolamo dall'Impruneta (mort à Florence en 1591), Alessandro Pieroni est connu comme Sandrino dall'Impruneta (jusqu'à [Quand ?] ; et nom Pieroni [pourquoi ?]). Il arriva à Florence avec son père qui y ouvrit un atelier de menuisier, dans lequel travaillèrent aussi les frères d'Alessandro, Jérôme et Camillo. À Florence, Alessandro Pieroni a obtenu son diplôme à l'Accademia del Disegno, en 1570. Il s'est formé, comme peintre, dans l'atelier d'Agnolo Tori dit il [le]  Bronzino,.
Entre 1570 et 1573, avec d'autres collaborateurs du Bronzino parmi lesquels Giovanni Bizzelli, il a exécuté des « affreschi », aujourd'hui perdus, dans la chapelle, et de la « stufa » de la villa d'Alamanno et de Jacopo Salviati, au Ponte alla Badia.
Pupille d'Alessandro Allori entre 1587 et 1591, et avec Giovanni Bizel, Giovanni Maria Butteri et Ludovico Cigoli, il décora le plafond du couloir de Levante de la Galerie des Offices, avec des grotesques. Chargé par Cosme Ier de Médicis, il a peint aussi en 1574 un retable, pour la Chapelle des Princes à San Lorenzo. De 1573 à 1582, il a collaboré à la décoration à fresque du Palais Portinari-Salviati, à Florence, intervenant également dans la frise de la grotte - perdue elle aussi - où il avait peint en monochrome des animaux. Il a collaboré à la réalisation des fresques du salon de la Villa médicéenne de Poggio a Caiano (1578-1581) et des cartons pour les tapisseries, dont ceux pour Santa Maria Maggiore, à Bergame,. Il a encore peint des fresques de l'hôpital de Santa Maria Nuova (1575-1586), parmi lesquelles, en 1577, la fresque, plus tard détachée, du Cristo et la Samaritaine pour le cloître. En 1585, Pieroni a réalisé un portrait des Médicis : la copie du Cosme de Médicis Pater Patriae du Pontormo, aux Offices.
En tant qu'architecte, avec Bernardo Buontalenti il a réalisé des dessins pour la Fortezza del Belvedere à Florence, et pour des décorations dans la chapelle Corsini à l'église Santa Maria del Carmine. À partir de 1590, il participa avec Giovanni de Médicis au concours pour la nouvelle façade de la cathédrale Santa Maria del Fiore, dont il reste un modèle en bois et des dessins attribués à Pieroni,. Il a collaboré également, avec don Giovanni de Médicis, aux chantiers de la Fortezza Nuova de Livourne.
Il a également conçu des appareils éphémères. Avec Bernardo Buontalenti, il a réalisé une scénographie avec perspective pour le théâtre des Offices, à l'occasion de la mise en scène de la comédie La Pellegrina (1600). Auteur de décorations éphémères, pour célébrer le mariage de Maria de Médicis avec Henri IV de France, il a pris part, en 1600, à la scénographie de la comédie L'enlèvement de Céphale pour le mariage de Marie de Médicis  (Il rapimento di Cefalo per le nozze di Maria de Medici).

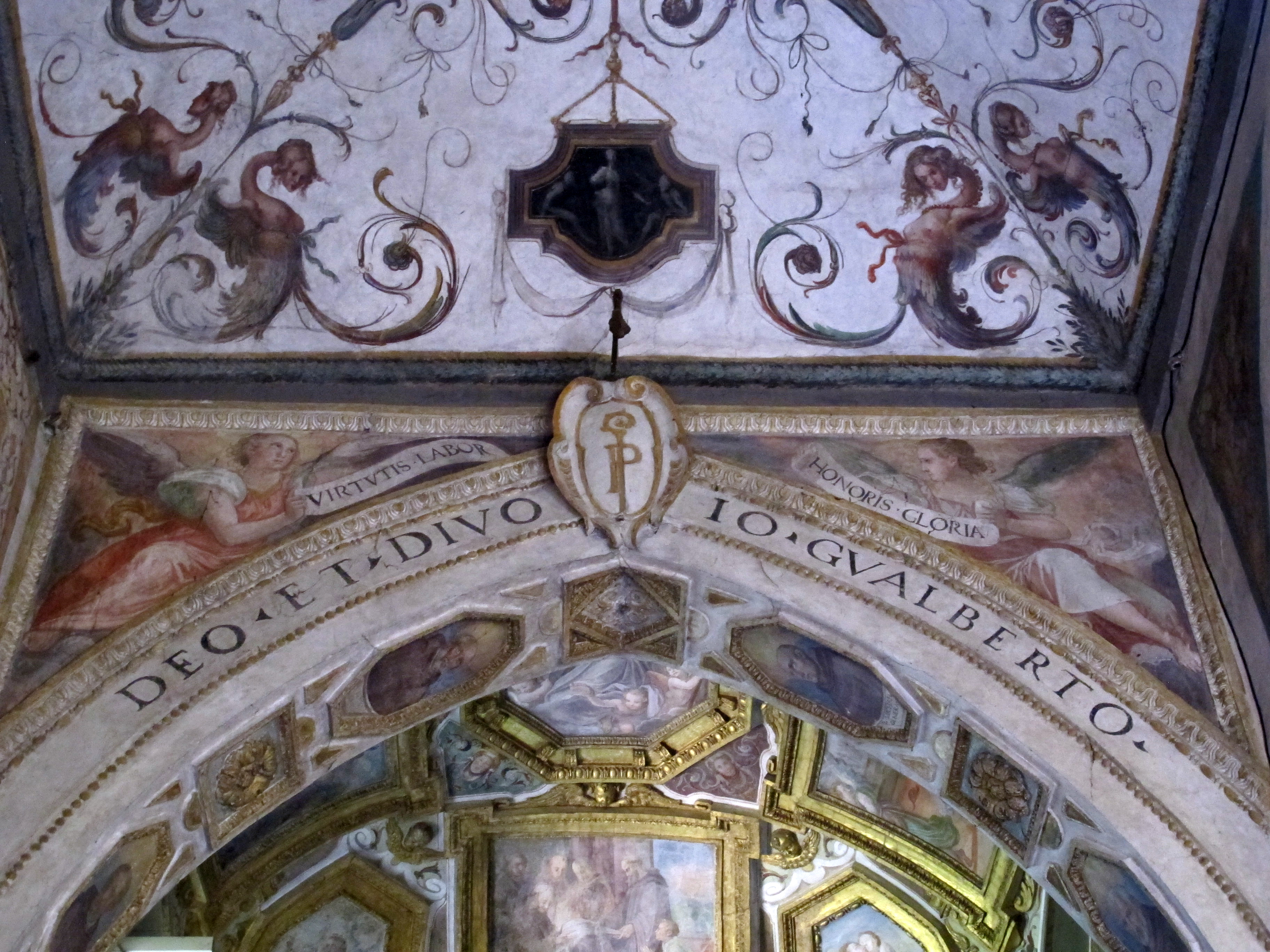
Passignano, fresques.
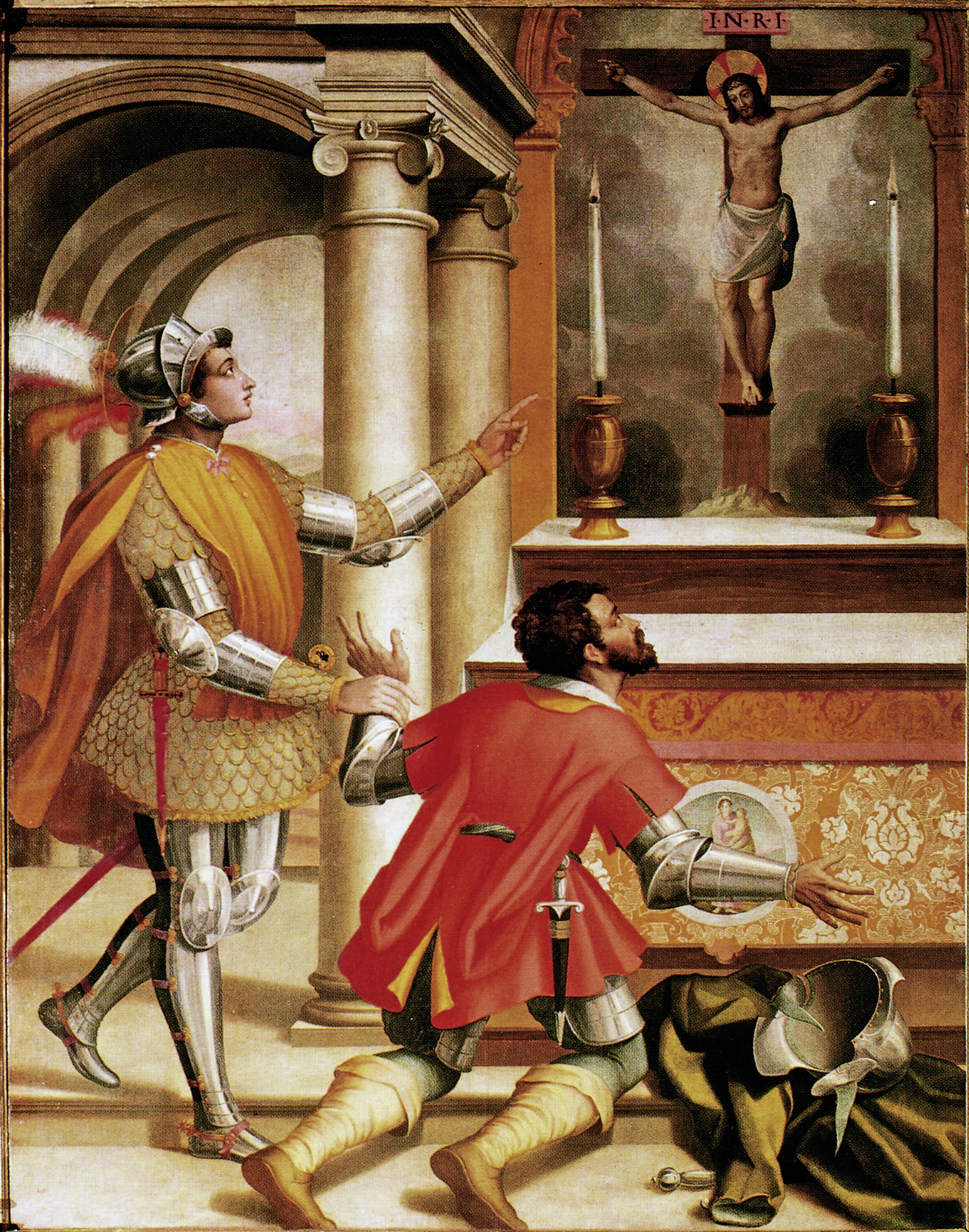
Passignano, San Giovanni Gualberto et l'assassin de son frère.
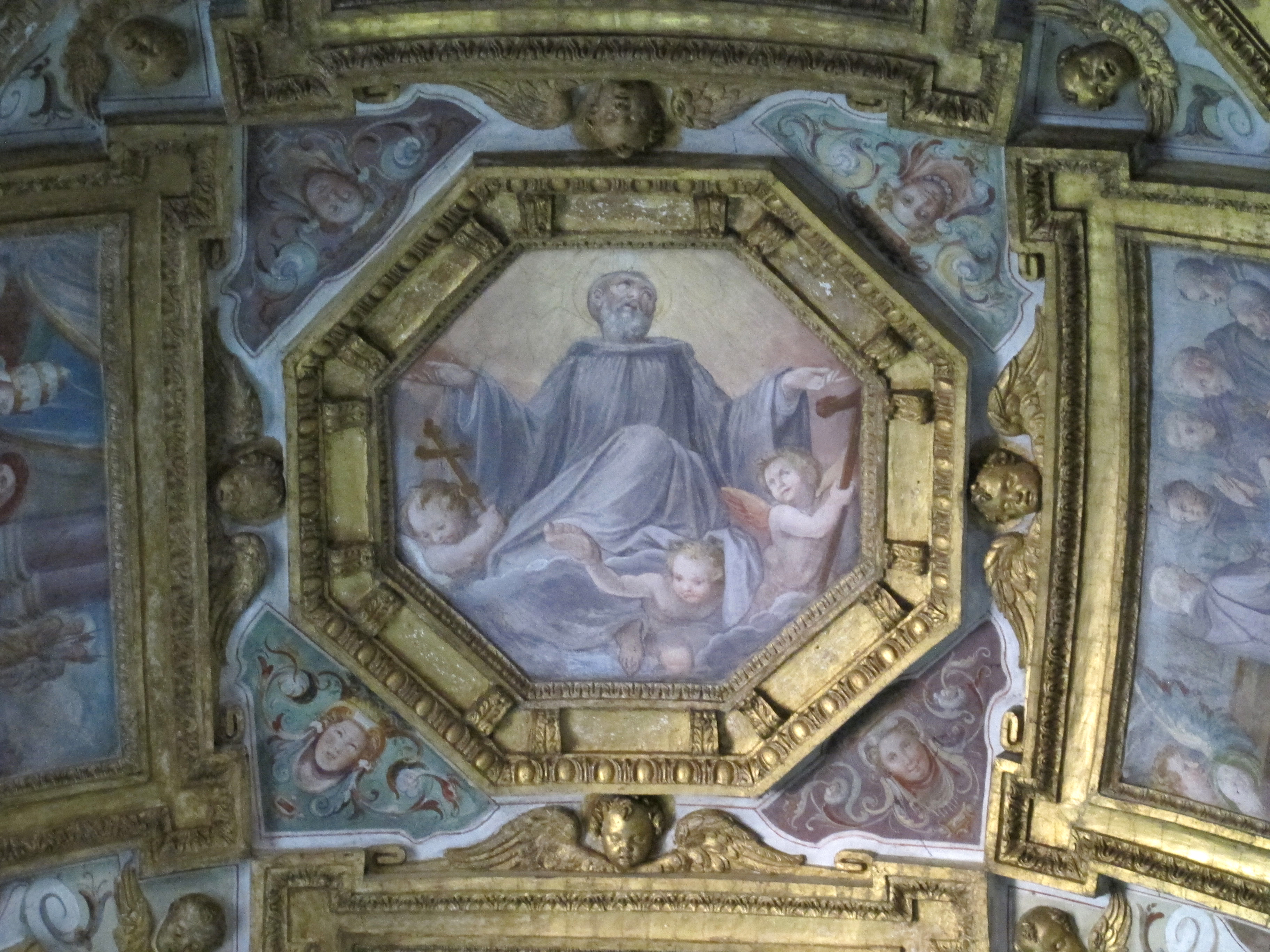
Passignano, fresques.
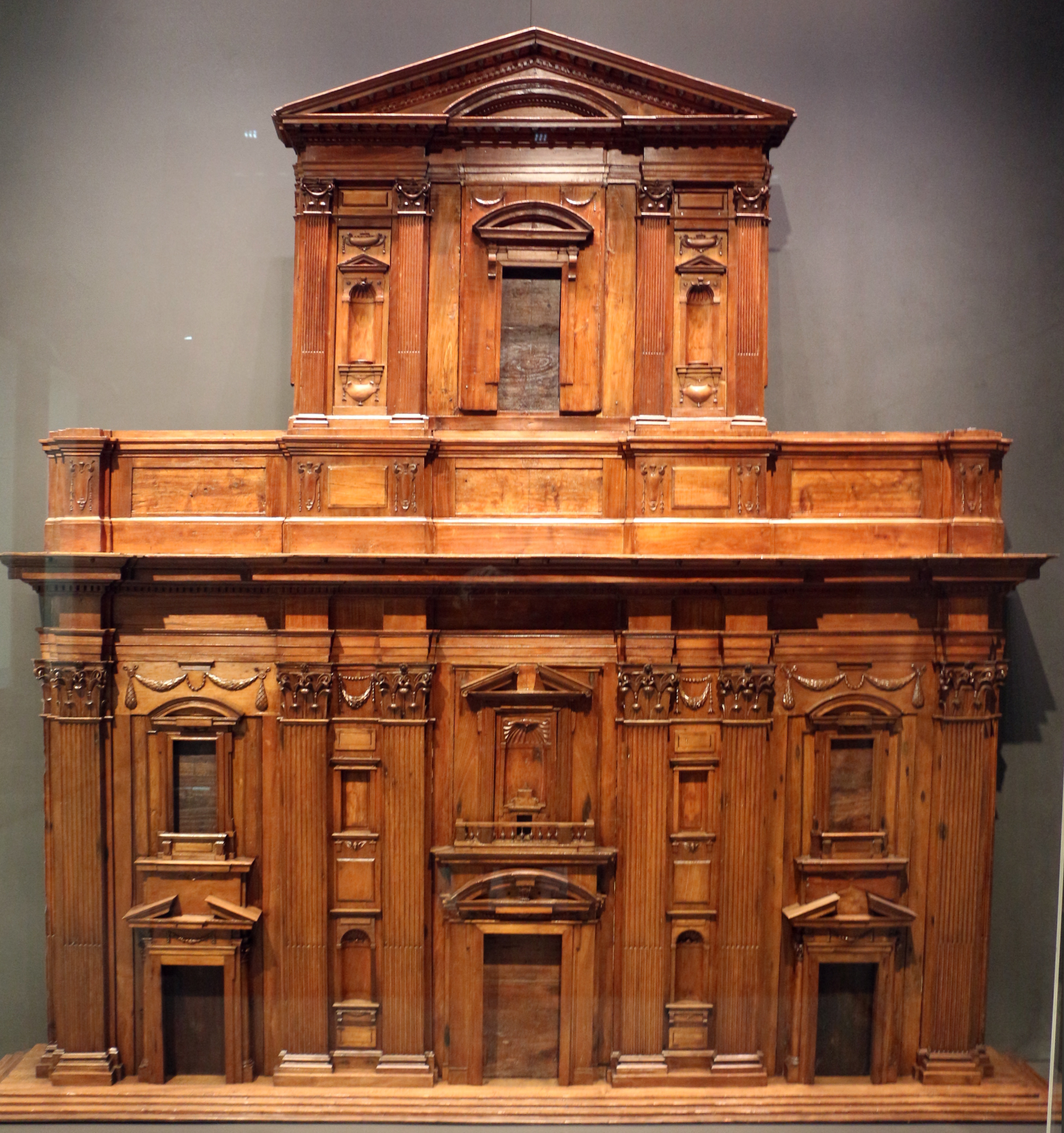
Giovanni de Médicis, nouvelle façade de Santa Maria del Fiore.

### Volterra, Passignano, Pise, Livourne
À Volterra, il a été de support pour le dessin de la chapelle de Saint-Paul, sur commande de Jacopo Inghirami (it) (chapelle complétée par Giovanni Caccini (it), après la mort de Pieroni) et il a peint le retable pour le maître-autel. Pour la chapelle de San Giovan Gualberto, dans la Badia de San Michele Arcangelo à Passignano, Pieroni a peint en 1581 la toile San Giovanni Gualberto et l'assassin de son frère devant le crucifix de San Miniato.
En préparation des célébrations, à Pise, pour le mariage de Ferdinand Ier avec Christine de Lorraine, en 1588, Pieroni a complété, avec Filippo Paladino, une toile pour l'église Santo Stefano dei Cavalieri, Santo Stefano papa distribue la communion dans les catacombes de Lucina. Giorgio Vasari affirme qu'il a également participé au projet du plafond en bois, en 1602-1603, dont il reste quelques dessins.
Alessandro Pieroni, pour le mariage grand-ducal de 1589, a exécuté la toile monochrome pour l'appareil en bois de Porta al Prato - conçu par Allori - avec la Débâcle à Mantoue de Gian Galeazzo Visconti, documentée par une gravure dans la Descrizione del regale apparato de Raffaello Gualterotti (it) (1589). Avec Don Giovanni de Médicis, Pieroni a dessiné la façade de l'église Santo Stefano dei Cavalieri, à Pise.
Après l'incendie de 1595 dans la cathédrale de Pise, Pieroni fut le protagoniste des restaurations, aux côtés de don Giovanni de Médicis, et il eut, de 1597 jusqu’à sa mort, la nomination illustre d'« Architecte de la Fabrique de Livourne ».
À Livourne, il collabora avec Buontalenti à la reconstruction médicéenne de la ville : la Fortezza Nuova, la loggia de la Place d'Armes (aujourd'hui place Grande), la cathédrale (1594-1606), l'église des Greci Uniti (1606), la Synagogue (1603). Au grand-duc Ferdinand Ier, qui lui reprochait ainsi la grandeur excessive de la cathédrale : Que croyais-tu faire, la cathédrale de Florence ?!, Pieroni répliqua : Altesse, les travaux publics ne sont jamais trop grands !

### La «bottega» Pieroni
Benedetto Pieroni construisit la châsse mortuaire de Cosme Ier ; Raffaello Pieroni réalisa des machines de théâtre et des scénographies animées, sur projet de Buontalenti, pour l'œuvre La pellegrina (1600). De la « bottega » Pieroni sortirent des arcs triomphaux en bois, peints avec des scènes mythologiques et historiques, qui étaient utilisés pour cacher les imperfections des bâtiments et les architectures détériorées. Des fils Giovanni, Pellegrino et Francesco, seul le premier-né suivit son père et devint architecte.

### Expositions
- 2 septembre - 4 novembre 2012 : Impruneta. Basilica e Chiostri de Santa Maria - Alessandro Pieroni dall'Impruneta e i pittori della Loggia degli Uffizi[3],[4].
- autres ? [Lesquelles ?]